# Уаху (месторождение)
Уаху — нефтяное месторождение в Бразилии. Расположено в Атлантическом океане. Открыто в апреле 2010 года. Уаху находиться в блоке BM-C-30.
Уаху относится бассейну Кампус. Нефтеносность связана с отложениям нижнемелового возраста. Плотность нефти составляет 0,871 г/см³ или 31° API, содержание серы 0,67 %.
Начальные запасы нефти оценивается 50 млн тонн.
Оператором блока BM-C-30 является американская нефтяная компания Anadarko Petroleum (30%). Другие партнеры блока Devon Energy (25%), IBV Brasil Petroleo (СП Bharat PetroResources Ltd. и Videocon Industries) (25%) и SK Energy (20%).